# Pointe Madeleine
Pour les articles homonymes, voir Madeleine.
La pointe Madeleine est un cap de la Guadeloupe.  

## Géographie
Il est situé à Baie-Mahault, dans le secteur dit Birmingham face à la pointe Saint-Vast avec laquelle il forme la baie Mahault.